# 埃里克·阿德勒斯
埃里克·阿德勒斯（瑞典語：Erik Adlerz，1892年7月23日—1975年9月8日），瑞典男子跳水运动员。他曾代表瑞典参加1908年、1912年、1920年和1924年夏季奥林匹克运动会跳水比赛，共获得二枚金牌和一枚银牌。